# Mormon (ptič)
Mormon (znanstveno ime Fratercula arctica) je morski ptič iz družine njork, ki gnezdi ob obalah severnega Atlantskega oceana.
Prepoznaven je predvsem po pisani obarvanosti kljuna, ki jo dobita tako samec kot samica v času gnezditve. Gre za živo oranžne rožene plošče, ki mormonu zrastejo pred gnezditveno sezono in jih jeseni odvrže, zato imajo ti ptiči pozimi manjši kljun. Med gnezditvijo je glede na telesno velikost ogromen, podoben papagajevemu, zato je dobil mormon vzdevek »morski papagaj«. Telo je čokato, dolgo 28 do 34 cm in dvobarvno - po prsih in trebuhu belo, po hrbtni strani pa črno, le okoli vratu ima črn pas. Poleti ima belo tudi perje okoli oči in po licih, ki pozimi posivi. Peruti so po spodnji strani temno sive.
Med gnezditvijo je razširjen po vsem severu Atlantskega oceana od Norveške do Španije na vzhodu in od severozahodne Grenlandije do Nove Fundlandije na zahodu. Pozimi se umakne v notranjost celine in se klati tudi po obalah Sredozemskega morja (Malta, Črna gora,...). Prvi zabeleženi podatek za Slovenijo je iz leta 1983, ko se je jata približno 20 osebkov zadrževala v gramozni jami pri Vratji vasi tik ob meji z Avstrijo.
Fratercula arctica je edina vrsta mormona, ki živi na območju Atlantskega oceana. Obstajata še dve sorodni vrsti, ki živita v severovzhodnih predelih Tihega oceana – čopasti mormon (Fratercula cirrhata) in rogati mormon (Fratercula corniculata).